# Malras
Malras település Franciaországban, Aude megyében. Lakosainak száma 437 fő (2022. január 1.). Malras Ajac, La Digne-d’Aval, Gaja-et-Villedieu, Limoux, Loupia, Pauligne és La Digne-d’Amont községekkel határos.

## Népesség
A település népességének változása:
| Lakosok száma | 300  | 332  | 348  | 345  | 369  | 373  | 396  | 422  | 426  | 437  |
|               | 1968 | 1982 | 1990 | 2006 | 2013 | 2015 | 2017 | 2019 | 2020 | 2022 |